# Porto Rico nos Jogos Pan-Americanos de 1999
Porto Rico competiu nos Jogos Pan-Americanos de 1999, em Winnipeg, no Canadá.